# Hicham Naciri
Hicham Naciri est un avocat marocain.

## Biographie

### Enfance, formation et débuts
Il est le fils du bâtonnier et ancien ministre de la Justice marocain Mohamed Taïeb Naciri. 
Après une scolarité au lycée français Lyautey de Casablanca, il obtient en 1994 un diplôme de juriste en conseil d'entreprise à Montpellier. 

### ClassementJeune Afrique
En 2018, il figure à la 17e place du classement Jeune Afrique des « 50 Africains les plus influents ».

## Dossiers médiatiques
Il est l'avocat attitré du royaume marocain, il a notamment été un acteur dans l'affaire de tentative de chantage du roi du Maroc.
Il est l'avocat d'Othman Benjelloun, Moulay Hafid Elalalmy et Mohamed Benchaaboun.